# Länsväg 115
Länsväg 115 går från Torekov till Våxtorp.

## Sträckning
Torekov - Båstad - Östra Karup - Våxtorp

Vägen går i Skåne län och  Hallands län. Längden är 33 km.

## Trafikplatser och korsningar
|  | Nr | Namn        | Skyltning         |
|  | -- | ----------- | ----------------- |
|  |    | Hov         | Ängelholm         |
|  |    | Östra Karup | Göteborg Malmö    |
|  |    | Våxtorp     | Laholm Hässleholm |

## Historia
Före 1962 var namnet på vägen Båstad-Våxtorp länsväg 64. Vägen Torekov-Båstad var då en småväg. Från 1962 har vägen Torekov-Våxtorp hetat länsväg 115. Ingen del av vägen har nybyggts på senare år, utan vägen går i likadan sträckning som på 1950-talet.